# سیارک ۶۸۸۰
سیارک ۶۸۸۰ (به انگلیسی: 6880 Hayamiyu، نامگذاری:1994TG15) شش هزار و هشتصد و هشتادمین سیارک کشف شده‌است که در ۱۳ اکتبر ۱۹۹۴ کشف شد.
قدر مطلق سیارک برابر ۱۲٫۱۰ است.